# Frank H. Lee
Frank Hood Lee (* 29. März 1873 bei De Soto, Johnson County, Kansas; † 20. November 1952 in Joplin, Missouri) war ein US-amerikanischer Politiker. Zwischen 1933 und 1935 vertrat er den Bundesstaat Missouri im US-Repräsentantenhaus.

## Werdegang
Im Jahr 1876 zogen Frank Lees Eltern mit ihrem Sohn in die Nähe von Virgil City in Missouri, wo er später die öffentlichen Schulen besuchte. 1894 war er dort auch Friedensrichter. Nach einem anschließenden Jurastudium und seiner 1904 erfolgten Zulassung als Rechtsanwalt begann er in Joplin in diesem Beruf zu arbeiten. Gleichzeitig schlug er als Mitglied der Demokratischen Partei eine politische Laufbahn ein. Zwischen 1915 und 1918 saß er als Abgeordneter im Repräsentantenhaus von Missouri.
In den Jahren 1922 und 1930 kandidierte Lee jeweils noch erfolglos für den Kongress. Bei den Wahlen des Jahres 1932 wurde er dann aber im zehnten Wahlbezirk von Missouri in das US-Repräsentantenhaus in Washington, D.C. gewählt, wo er am 4. März 1933 die Nachfolge von Henry F. Niedringhaus antrat. Da er im Jahr 1934 nicht bestätigt wurde, konnte er bis zum 3. Januar 1935 nur eine Legislaturperiode im Kongress absolvieren. Diese war um zwei Monate verkürzt, weil durch den 20. Verfassungszusatz  der Beginn einer Legislaturperiode von März auf Januar vorverlegt wurde. Diese Änderung trat im Januar 1935 in Kraft. Während Lees Zeit als Kongressabgeordneter wurde durch den 21. Verfassungszusatz der 18. Zusatzartikel aus dem Jahr 1919 wieder aufgehoben. Dabei ging es um das Verbot des Handels mit alkoholischen Getränken.
Nach seinem Ausscheiden aus dem US-Repräsentantenhaus praktizierte Frank Lee wieder als Anwalt. Außerdem leitete er eine eigene Zeitung im Jasper County und war Eigner eines Hotels. Er starb am 20. November 1952 in Joplin.